# Sauze d'Oulx
Sauze d'Oulx är en ort och kommun i storstadsregionen Turin, innan 2015 provinsen Turin, i regionen Piemonte, Italien. Kommunen hade 1 081 invånare (2017). Orten ligger på 1 510 meters höjd över havet. Sauze d'Oulx gränsar till kommunerna Oulx, Pragelato och Sestriere.
I Sauze d'Oulx hölls tävlingar under de olympiska vinterspelen 2006.